# Radziejów (Opole)
Radziejów [pronunciación en polaco: /raˈd͡ʑejuf/] (en alemán: Juliusburg) es un pueblo ubicado en el distrito administrativo de Gmina Reńska Wieś, dentro del Condado de Kędzierzyn-Koźle, Voivodato de Opole, en el sur de Polonia occidental. Se encuentra aproximadamente a 4 kilómetros al oeste de Reńska Wieś, a 10 kilómetros al suroeste de Kędzierzyn-Koźle, y a 41 kilómetros al sur de la capital regional Opole.
Antes de 1945, el área era parte de Alemania.